# Cunha de Leiradella

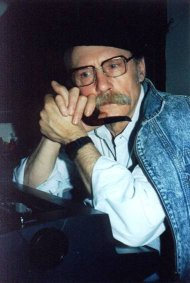
Cunha de Leiradella - Escritor

Cunha de Leiradella, (Póvoa de Lanhoso, 16 de novembro de 1934) é um escritor luso-brasileiro, radicado há mais de quarenta anos no Brasil. A sua obra literária reparte-se por vários géneros, como o teatro, os contos e o romance.
Entre as suas influências encontram-se Eugène Ionesco, Samuel Beckett, Albert Camus, Eça de Queirós, Miguel Torga, Graciliano Ramos, Lima Barreto, Ernest Hemingway e Dashiell Hammett.
No dia 21 de abril de 1958 chegou ao Rio de janeiro, fugindo à perseguição do regime salazarista. Cursou Direito, mas não chegou a concluir os seus estudos.
Envolvendo-se com teatro, foi fundador do TUCA-Rio (Teatro Universitário Carioca), em 1965. Foi no espetáculo O Coronel de Macambira, dramatização do poema de Joaquim Cardozo, primeira montagem do grupo, que apareceram artistas do porte de Renata Sorrah e Roberto Bonfim, hoje grandes atores do teatro e da televisão brasileira.
Saboreador de um bom cachimbo e de um bom conhaque, residiu em Belo Horizonte de 1980 a 2003, onde, em 1985, fundou e presidiu o Sindicato dos Escritores do Estado de Minas Gerais. Hoje, mora em Portugal, na casa em que nasceu.

## Obras
- Réquiem op. 1 (Peça de teatro, 1964)
- Inúteis como os Mortos (Peça de teatro, 1965)
- O Homem Calado (Peça de teatro, 1965)
- As Pulgas (Peça de teatro, 1983)
- Laio ou o Poder (Peça de teatro, 1984)
- Sargaços (Romance, 1984)
- O Longo Tempo de Eduardo da Cunha Júnior (Romance, 1987)
- O Homem Sentado (Peça de teatro, 1987)
- Cor Local (Peça de teatro, 1988)
- Guerrilha Urbana (Romance, 1989)
- Judas (Peça de teatro, 1992)
- Cinco Dias de Sagração (Romance, 1993)
- Vestida de Sol e de Vento (Roteiro para vídeo, 1994)
- Belo Horizonte: Caminhos (Roteiro para televisão, 1994)
- A Solidão da Verdade (Romance, 1996)
- Fractal em Duas Línguas (Antologia de contos, 1997)
- Síndromes & Síndromes (e conclusões inevitáveis) (Antologia de contos, 1997)
- O Circo das Qualidades Humanas (Roteiro para cinema, 1998)
- Apenas Questão de Método (Romance, 2000)
- Os Espelhos de Lacan (Romance, 2004)
- Apenas Questão de Gosto (Romance, 2005)
- Inéditos (1989/2006)
- Isto Não É um Romance (Novela lírica, ou, "um conto que parece ter escapado ao controle do escritor, alcançando as dimensões físicas de um romance",[1] 2021)

## Inéditos
- Apontamentos para um Teatro de Questionamento (Ensaio, 1986/1990)
- Balancê Balançado (Peça de teatro, 1989)
- Três Chopes (Roteiro de curta-metragem para cinema, 1999)
- O Que Faria Casanova? (Antologia de contos, 2001)
- Brazilian Way Of Life (Peça de teatro, 2002)
- Classe A - Roteiro de curta metragem para cinema, 2005
- A Pata do Javali (Romance, em fase de criação, 2006)
- Quem Falava de Marcello Pizzantini (Roteiro de longa-metragem para cinema, em fase de criação, 2006)

## Prêmios Literários (Vencedor)
- Prêmio Fernando Chináglia 1981, Brasil

ROMANCE: O Longo Tempo de Eduardo da Cunha Júnior
- I Concurso de Textos Teatrais Rede Globo/APATEDEMG 1982, Brasil

TEATRO: As Pulgas
- Concurso Nacional de Literatura Cidade de Belo Horizonte 1984, Brasil

TEATRO: Manera, Doutor, Manera (Reescrita em 2002 com o título Brazi-lian Way of Life)
- Concurso Nacional de Literatura Cidade de Belo Horizonte 1986, Brasil

TEATRO: O Homem Sentado
- Prêmio Plural 1987, Cidade do México, México

CONTO: O Homem que já Sabia
- Prêmio Nacional Clube do Livro de Literatura 1988, Brasil

ROMANCE: Guerrilha Urbana
- Prêmio Instituto Nacional do Livro 1988, Região Sudeste, Brasil

ROMANCE: O Longo Tempo de Eduardo da Cunha Júnior
- XX Concurso de Contos de Paranavaí 1988, Brasil

CONTO: Inúteis como os Mortos
- Concurso Nacional de Contos Prêmio Paraná 1990, Brasil

CONTOS: Turistas são os Outros
- Prêmio Plural 1990, Cidade do México, México

CONTO: Inúteis como os Mortos
- Prêmio BDMG-Cultural de Literatura 1991, Brasil

TEATRO: Judas
- Prêmio Cruz e Souza 1995, Brasil

CONTOS: Fractal em Duas Línguas
- Prêmio Literário Terras de Lanhoso 1997, Portugal

CONTO: Os Homens e os Outros
- Prêmio Caminho de Literatura Policial 1999, Portugal

ROMANCE: Apenas Questão de Método